# Arapski tamjanovac
Arapski tamjanovac  (sveti tamjanovac, lat. Boswellia sacra, sin. Boswellia carteri) vrsta je drveća iz porodice Burseraceae. Od njega se proizvodi tamjan.
Raste u jugozapadnoj Aziji i na rogu Afrike, naročito u Jemenu, Omanu, Saudijskoj Arabiji i Somaliji. 
Slična vrsta je Boswelia frereana (ili B. carterii) od koje se također proizvodi kvalitetan tamjan.
Tamjanovac je bjelogorično drvo visoko od 2 do 8 metara, s jednim ili više debla. Stare grane dopiru do tla. Kora je vrlo tanka i može se lako skinuti. Ljušti se u trakama.
Listovi su perasto sastavljeni od mnoštva listića. Cvjetovi su grupirani u cvatove u obliku grozda, maleni su veličine 7-9 mm, sa zelenom čaškom i 5 lapova, 5 latica, 10 prašnika i s jednim tučkom. Rani cvijet je žut, kasnije mijenja boju u narančastu pa u tamno crvenu. 

## Galerija
- Listovi i cvjetovi
- Tamjan
- Stabla tamjanovca
- Cvijet